# Paradosso dell'Alabama
Il paradosso dell'Alabama è un paradosso scoperto negli Stati Uniti dopo il censimento del 1880.
C. W. Seaton, funzionario capo dell'Ufficio del censimento, calcolò il numero di rappresentanti che ogni stato avrebbe mandato al parlamento, ipotizzando un numero totale di parlamentari da 275 a 350. Scoprì durante il calcolo che un parlamento di 299 rappresentanti avrebbe dato all'Alabama 8 seggi, ma aumentando di uno il numero di rappresentanti a 300 l'Alabama avrebbe perso un seggio, invece di mantenere la sua quota invariata o vederla aumentare.
Questo risultato, conosciuto come Paradosso dell'Alabama, è la diretta conseguenza del sistema di calcolo utilizzato per assegnare i seggi, che utilizzava il conteggio proporzionale (numero elettori/numero dei seggi) e l'attribuzione dei seggi residui a coloro che avevano ottenuto i resti maggiori.
Si dimostra, con questo metodo di calcolo, che l'aumento di un seggio disponibile può causare la perdita di un seggio ad una delle liste, dando quindi origine al paradosso.
Per mitigare l'effetto del paradosso, si utilizzano oggi sistemi di calcolo a "proporzionale corretto".
Tuttavia nel 1982 Balinsky e Young hanno mostrato come con qualunque metodo di suddivisione con almeno sette seggi e 4 partizioni, il paradosso sia inevitabile. 
Inoltre, lo stesso teorema mostra come ci sia un insieme di tre paradossi, quello dell'Alabama, il paradosso della popolazione e il paradosso del nuovo stato, di cui almeno uno è presente in ogni sistema di suddivisione.

## Esempio numerico
Ecco un esempio semplificato del paradosso dell'Alabama, dove ci sono solamente tre stati e dieci seggi a disposizione.
| Stato | Dimens. | Proporzione | Seggi |
| ----- | ------- | ----------- | ----- |
| A     | 6       | 4,286       | 4     |
| B     | 6       | 4,286       | 4     |
| C     | 2       | 1,429       | 2     |

Se i seggi passano a 11:
| Stato | Dimens. | Proporzione | Seggi |
| ----- | ------- | ----------- | ----- |
| A     | 6       | 4,714       | 5     |
| B     | 6       | 4,714       | 5     |
| C     | 2       | 1,571       | 1     |

Mentre A e B guadagnano ciascuno un seggio, la quota attribuita a C decresce da 2 a 1.
Ciò accade perché col crescere del numero di seggi la quota proporzionale cresce più velocemente per gli stati più grandi rispetto a quelli più piccoli; in questo caso, la parte frazionaria di A e B cresce più velocemente di quella di C, e a un certo punto la parte decimale di quest'ultimo diventa minore rispetto a quella degli altri due.